# Walther Edmund Ehrenhofer
Walther Edmund Ehrenhofer   (Vrchlabí, 15 de març de 1872 - Viena, 23 de maig de 1928) fou un músic i enginyer txec.
Cursà la carrera d'Enginyeria i Música a Praga i Brno, i es distingí notablement en l'exercici d'ambdues professions, que va simultaniejar des de 1897, any en què desenvolupavà a Rossitz ensems el càrrec d'inspector de mines i de director de cor de la Societat Filharmònica d'aquella ciutat.
Va desenvolupar alts càrrecs oficials al seu país i és autor de nombroses obres tècniques. Els seus extensos coneixements en la construcció d'orgues li conquerí gran autoritat en el seu país. El 1904 fundà a Graz la revista Zeitschrift für Orgel und Harmoniumbau, que publicà entre altres obres de teoria organística, les titulades Grundlage der Orgelbaurevision i Tschenbuch des Orgelrevisors.
Com a compositor va produir diverses sonates per a piano, duets i peces corals.